# Scaramouche
|  | Per a altres significats, vegeu «Scaramouche (desambiguació)». |

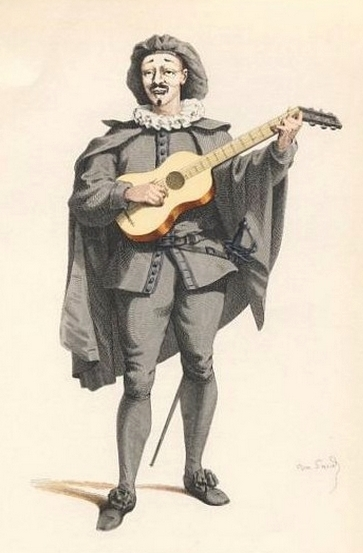
Scaramouche (1960), obra de Maurice Sand.

Scaramouche (terme francès), originalment scaramuccia (terme italià), és un personatge de la commedia dell'arte (segle xvi), forma teatral italiana en la qual la màscara és més important que l'intèrpret.
És un arquetip de pallasso de caràcter típicament fanfarró, busca-raons i covard alhora, que combina les característiques del zanni (servent sense escrúpols, astut i poc fiable) i del Capitano (un soldat fanfarró i arrogant) amb trets de dolent. Es tracta, originalment, d'una variació del personatge del Capitano, les vestimentes del qual habitualment són de color negre (que parodien els don espanyols) —formades per un calçó, una jaqueta, un mantell i una boina— i duu una guitarra en comptes d'espasa. La intriga que sol sentir el duu a situacions difícils, de les quals sempre s'acaba sortint, no sense causar víctimes innocents. Sovint era apallissat per l'arlequí, per la seva jactància i covardia.
L'actor italià Tiberio Fiorilli (1608-94) va fer cèlebre aquest personatge, però que interpretava sense màscara. Fiorillo va transformar el paper militar del Capitano en el de scaramuccia, un servent còmic, habitualment l'ajuda de cambra d'un senyor sense recursos. Quan era a París, amb la seva companyia teatral, va alterar-ne el caràcter, d'acord amb el gust francès, i passà a ser scaramouche, i en destacava la subtilesa i la finesa de la seva mímica.